# Berki Viola
Berki Viola (Kiskunhalas, 1932. május 5. – Budapest, 2001. március 26.) magyar festő, grafikus.

## Élete
Református gazdálkodó, tanyás parasztgazda családból származott. Édesapja, Berki Andor helyi vezetője, édesanyja tagja volt a nyilaskeresztes pártnak.  Emiatt a családját 1945 után meghurcolták. Berki Viola 1951-től a Magyar Képzőművészeti Főiskola hallgatója volt, de 1954/55-ben fenti okokból kizárták, így csak 1958-ban végzett. Mestere, tanára Fónyi Géza volt. Rövid időre vissza-visszatért szülővárosába, de főként Budapesten élt. 1944 és 1962 között a ferencvárosi Kinizsi utca 31.-ben, 1962-től 1977-ig a Ferenc körút 19. számú épületben, később pedig a belvárosi Bécsi utca 1. szám alatt lakott.

## Munkássága
Az 1950-es években, kizárása idején, megfestette a Szilády Áron Gimnázium tanárainak arcképét. 1959-61-ben az Óbudai Hajógyárban készített rajzokat és festményeket. 1961 és 1963 között Korniss Dezső műtermében dolgozott. Az 1960-as években a Szovjetunió területén tett utazásai alatt megismerte az orosz kolostorok és kisvárosok művészeti ábrázolásait, és ez nagy hatást tett rá. 1969-től illusztrációkat készített könyvekhez. Az 1970-es évektől rézkarcokat, az 1980-as évektől szitanyomatokat is készített.
Művészetét a narratív jelleg és saját fantáziája mellett bibliai és történelmi események befolyásolták a leginkább. Hatottak rá a kiskunhalasi élet, közélet, életmód vonatkozásai, elemei.

## Emlékezete
Állandó kiállítása van Kiskunhalason, a Halas Galériában. Egykori fővárosi lakóhelyét, a Ferenc körút 19. számú házat 2012 óta emléktábla jelöli (készítette: Dinyés László).
Sírja a kiskunhalasi református régi temetőben található.

## Főbb, ismertebb művei
- Rezervátum, 1962
- Szent Kleofás, 1964
- Hellasz, 1964
- Régi magyar vadászat, 1971
- Hobbikertészek, 1977
- A varázslók völgye, 1979
- Mozaik (1971, Tárnok utcai Általános Iskola)
- Kerámiafal (1974, Sopron, óvoda)
- Kerámiafal (1983, Debrecen, Kölcsey Ferenc Művelődési Központ)
- Pannó (1984, Heim Pál gyermekkórház)
- Halasi pannó, 1988
- Mátyás király állatai körében, 1989
- Ostiai csend, 1992
- Odaát, 1993

## Illusztrációi
- Jane Austen életműsorozatának borítótervei (Európa Könyvkiadó, 1970-es, 1980-as évek)
- A Zsoltárok könyve, Református Zsinati Iroda Sajtóosztálya, Budapest, 1977
- Arany János: Hunyadi balladák, Magyar Helikon, Budapest, 1979
- Bart István (szerk.), Széphistóriák, Magyar Helikon, Budapest, 1975
- Gárdonyi Géza: Isten rabjai, Budapest, 1974
- Gózon István, Mint én, földmíves költő… szemelvények Gózon István parasztverselő elbeszélő költeményeiből, Magyar Nemzeti Múzeum, Budapest, 1959
- Janó Ákos: Kiskun parasztverselők, Kiskunhalas Város Önkormányzata – Thorma János Múzeum, Kiskunhalas, 2001
- Kányádi Sándor: Farkasűző furulya, Budapest, 1979
- Kármán József: Fanni hagyományai, Magyar Helikon, Budapest, 1974
- Kiss Benedek, Csiga, csiga, facsiga – Gyermekversek, Forrás Kiadó, Kecskemét, 1976
- Mezey Katalin: Kivala Palkó Nemlehet-országban, Kézirat Kiadó, Budapest, 1999
- Sáfár Sándor, Szögkirály – Cigány mesék, Móra Könyvkiadó, Budapest, 1973
- Tóth Benedek, Nincs visszaút! Szépirodalmi Könyvkiadó, Budapest, 1975
- Varga Domokos: Erdei esztendő, Móra Könyvkiadó, Budapest, 1979

## Művei közgyűjteményekben
- Damjanich János Múzeum, Szolnok
- Ferenczy Múzeum, Szentendre
- Göcsej Múzeum, Zalaegerszeg
- Herman Ottó Múzeum, Miskolc
- Magyar Nemzeti Galéria, Budapest
- Nógrádi Történeti Múzeum, Salgótarján
- Petőfi Irodalmi Múzeum, Budapest
- Ráday-gyűjtemény, Kecskemét
- Sárospataki Képtár, Sárospatak
- Türr István Múzeum, Baja
- Halas Galéria, Kiskunhalas

## Elismerései
- 1975: Munkácsy Mihály-díj
- 1978 és 1980: Szegedi Nyári Tárlat díja
- 1984: Érdemes művész
- 1994: A Magyar Köztársasági Érdemrend tisztikeresztje (polgári fokozat)
- 1995: Kiskunhalas város díszpolgára
- 2000: Magyar Művészeti Akadémia Arany-díja